# Victor Kathémo
Victor Kathémo est un écrivain français d'origine congolaise né le 9 mai 1969 à Bukavu, à l'est de la République démocratique du Congo.
Dramaturge et romancier, il a publié notamment Le Mur de lamentation et Le Train de Bellevie primé au concours RFI. Son roman Naître ou ne pas naître noir est une fresque sur la condition de l'homme noir dans le monde contemporain. Son œuvre lyrique et symbolique est marquée par un engagement politique permanent. Il est l'un des fondateurs des éditions Myriapode.

## Œuvres
- L'Empereur Hibou l'Affreucain ; suivi de Un bonhomme de neige sous un soleil de plomb, L'Harmattan, 157 pages, 2002  (ISBN 9782747524766)
- Le Requiem de la colombe ; suivi de Le Train de Bellevie, L'Harmattan, 140 pages, 2003  (ISBN 9782747549097)
- Le Ballet des ombres, Acoria, 131 pages, 2004  (ISBN 9782912525505)
- Le Mur de lamentation, L'Harmattan, 84 pages, 2007  (ISBN 9782296030244)
- Naître ou ne pas naître noir, Acoria, 141 pages, 2007  (ISBN 9782355720024)
- Le descendant africain d'Arthur Rimbaud, Myriapode, 243 pages, 2013  (ISBN 9782359450156)
- L'air du monde, Myriapode, 184 pages, 2014  (ISBN 9782359450415)
- Le lit des Ombres, Myriapode, 194 pages, 2015  (ISBN 9782359450392)